# Ilselil Larsen
Ilselil Larsen (født 1. juli 1934 i Aarhus, død 25. maj 2025) var en dansk skuespillerinde.
Hun optrådte på både Aarhus Teater og Nørrebros Teater og indsang derudover en række grammofonplader.
I dansk film blev hun op gennem 1940'erne betragtet som én af landets store barneskuespillerinder, men indspillede sin 13. og sidste film i 1958.
Hun var derimod en flittig benyttet skuespillerinde på scenen, helt til hun med sin svenske mand flyttede til Sverige. Ilselil Larsen havde roller på Apolloteatret, Andels-Teatret, Arte, Dansk Skolescene, Landsskolescenen og Dansk Folkescene. Også Radioteatret benyttede hende ofte.
Hun var gift flere gange og boede i mange år i Frankrig.

## Udvalgt filmografi
- Barnet – 1940
- Familien Gelinde – 1944
- Det gælder os alle – 1949
- Dorte – 1951
- Vejrhanen – 1952
- Far til fire – 1953
- Mig og min familie – 1957
- Lyssky transport gennem Danmark – 1958